# Freccia Vallone 2006
La Freccia Vallone 2006, settantesima edizione della corsa, valevole come prova del circuito UCI ProTour 2006, si svolse il 19 aprile 2006 per un percorso di 202,5 km da Charleroi al muro di Huy. Fu vinta dallo spagnolo Alejandro Valverde in 4h42'45" alla media di 42,865 km/h.
Furono 155 i ciclisti che conclusero la gara al traguardo di Huy.

## Squadre e corridori partecipanti
| N.      | Cod. | Squadra                        |
| ------- | ---- | ------------------------------ |
| 1-8     | LIQ  | Liquigas                       |
| 11-18   | CSC  | Team CSC                       |
| 21-28   | DSC  | Discovery Channel              |
| 31-38   | GST  | Gerolsteiner                   |
| 41-48   | QSI  | Quick Step-Innergetic          |
| 51-58   | RAB  | Rabobank                       |
| 61-68   | PHO  | Phonak Hearing Systems         |
| 71-78   | LAM  | Lampre-Fondital                |
| 81-88   | DVL  | Davitamon-Lotto                |
| 91-98   | TMO  | T-Mobile Team                  |
| 101-108 | LSW  | Liberty Seguros-Würth          |
| 111-118 | CEI  | Caisse d'Epargne-Illes Balears |
| 121-128 | FDJ  | Française des Jeux             |

| N.      | Cod. | Squadra                        |
| ------- | ---- | ------------------------------ |
| 131-138 | MRM  | Team Milram                    |
| 141-148 | C.A  | Crédit Agricole                |
| 151-158 | COF  | Cofidis                        |
| 161-168 | SDV  | Saunier Duval-Prodir           |
| 171-178 | EUS  | Euskaltel-Euskadi              |
| 181-188 | BTL  | Bouygues Télécom               |
| 191-198 | A2R  | AG2R Prévoyance                |
| 201-208 | BAR  | Barloworld                     |
| 211-218 | UNI  | Unibet.com                     |
| 221-228 | AGR  | Agritubel                      |
| 231-238 | JAC  | Chocolade Jacques-Topsport Vl. |
| 241-248 | LAN  | Landbouwkrediet-Colnago        |

## Ordine d'arrivo (Top 10)
| Pos. | Corridore          | Squadra         | Tempo    |
| ---- | ------------------ | --------------- | -------- |
| 1    | Alejandro Valverde | GCE             | 4h42'45" |
| 2    | Samuel Sánchez     | Euskaltel       | s.t.     |
| 3    | Karsten Kroon      | CSC             | s.t.     |
| 4    | Fränk Schleck      | CSC             | s.t.     |
| 5    | Patrik Sinkewitz   | T-Mobile        | a 3"     |
| 6    | Danilo Di Luca     | Liquigas        | a 5"     |
| 7    | David Etxebarria   | Liberty Seguros | a 7"     |
| 8    | Koldo Gil          | Saunier Duval   | a 10"    |
| 9    | Sergej Ivanov      | T-Mobile        | a 12"    |
| 10   | Matthias Kessler   | T-Mobile        | a 14"    |